# Sexton (semovente)
Il 25 pdr SP, Tracked, Sexton, conosciuto anche come Sexton, era un veicolo semovente d'artiglieria basato sul carro armato medio Ram ("ariete") canadese, peraltro esteticamente molto simile all'M4 Sherman, ma con una sovrastruttura aperta armata con un obice Ordnance QF 25 lb da 87,6 mm inglese a brandeggio limitato. Esso aveva una buona sistemazione complessiva, che era equivalente all'M7 Priest. Venne usato dalle forze del Commonwealth, specie canadesi e britanniche.

## Storia
La necessità di disporre di semoventi d'artiglieria si fece sentire con il procedere del conflitto. La prima risposta della Gran Bretagna fu data dal Bishop che però non si rivelò un mezzo soddisfacente. Gli Stati Uniti fornirono ai britannici il loro semovente M7 Priest che, pur rivelandosi un mezzo efficiente, era però dotato dell'obice statunitense da 105 mm M101. Si veniva così a creare un problema logistico in quanto le unità dotate del Priest erano le uniche, all'interno delle forze armate britanniche, ad utilizzare questo calibro mentre le altre erano dotate del cannone 25 pdr (88 mm). Si decise di dotare le unita di artiglieria semovente di un mezzo sul quale fosse montato questo cannone. La prima richiesta venne inviata agli USA. Questi pur dimostrandosi disponibili a contribuire alla progettazione del veicolo non volevano interrompere la produzione dei semoventi destinati all'U.S. Army per produrre un piccolo numero di veicoli per le forze armate del Regno Unito. Il governo britannico si rivolse allora al Canada, paese dal quale ottenne una risposta positiva.
Il Priest era stato realizzato sullo scafo del carro M3 Lee/Grant che, a seguito all'introduzione del carro M4 Sherman, era stato dichiarato obsoleto. Sempre su scafo M3 era stato realizzato in Canada, nei primi anni del conflitto, il carro Ram. Con il proseguire del conflitto anche il Ram divenne superato ma il suo scafo servì come base per il nuovo semovente.
La produzione avvenne presso la Montreal Locomotive Works che ne produsse un totale di 2.150 tra il 1943 e il 1945.

## Impiego
Il mezzo entrò in servizio nel settembre del 1943 e giocò un ruolo attivo in tutte le campagne che seguirono lo sbarco in Normandia. Il veicolo fu molto apprezzato e rimase in servizio presso l'esercito inglese fino al 1956 e fino a pochi anni fa in qualche altro esercito. Dal suo progetto derivò anche il SP 25 Yeramba, veicolo semovente d'artiglieria australiano.

## Versioni
- Sexton I: primi 125 esemplari prodotti
- Sexton II: versione che disponeva di batterie aggiuntive, poste in alcune scatole nella zona posteriore del mezzo, e di un generatore con il quale effettuare la ricarica delle stesse.
- Sexton GPO (Gun Position Officier): veicolo utilizzato per il controllo del tiro delle batterie. Era sprovvisto del cannone ma dotato di un secondo impianto radio tipo N° 19.